# Neoraja carolinensis
Neoraja carolinensis és una espècie de peix de la família dels raids i de l'ordre dels raïformes.

## Morfologia
- Els mascles poden assolir 28,5 cm de longitud total.[4]

## Reproducció
És ovípar i les femelles ponen càpsules d'ous, les quals presenten com unes banyes a la closca.

## Hàbitat
És un peix marí i d'aigües profundes (35°N-29°N) que viu entre 695-1.010 m de fondària.

## Distribució geogràfica
Es troba a l'oceà Atlàntic occidental central: el sud-est dels Estats Units.

## Observacions
És inofensiu per als humans.